# Goodnight, God Bless, I Love U, Delete.
Goodnight, God Bless, I Love U, Delete. è il secondo album in studio del gruppo musicale statunitense Crosses, pubblicato il 13 ottobre 2023 dalla Warner Records.

## Promozione
L'uscita dell'album è stata anticipata da tre singoli, tutti distribuiti digitalmente a cadenza quasi mensile. Il primo di essi è stato Invisible Hand, uscito il 4 agosto e accompagnato dal relativo video musicale, il secondo è stato Light as a Feather, uscito a metà settembre insieme alla b-side Ghost Ride (inclusa anch'essa nella lista tracce dell'album), mentre il 12 ottobre seguente, un giorno prima della pubblicazione di Goodnight, God Bless, I Love U, Delete., il duo ha pubblicato Big Youth, che vanta la partecipazione di El-P; per quest'ultimo singolo è stato realizzato un video diffuso l'8 febbraio 2024.
Il 13 novembre 2023 è partito da Los Angeles il Familiar World Tour, che ha visto il duo esibirsi nell'America del Nord fino all'11 marzo 2024 e durante il quale sono stati proposti gran parte dei brani di Goodnight, God Bless, I Love U, Delete. e una selezione di altri tratti dall'EP Permanent.Radiant e da Crosses. La tournée ha avuto luogo anche in Europa nel mese di giugno, durante il quale i Crosses alterneranno esibizioni sia come headliner che altre in qualità di artisti di apertura agli Avenged Sevenfold, oltre ad alcune partecipazioni nei principali festival europei.

## Tracce
Testi di Chino Moreno, musiche dei Crosses, eccetto dove indicato.
1. Pleasure – 4:16
2. Invisible Hand – 3:54
3. Found – 3:26 (Crosses, Dexter Tortoriello)
4. Light as a Feather – 3:10
5. Pulseplagg – 2:33 (Crosses, Nate Donmoyer)
6. Runner – 3:44
7. Big Youth (feat. El-P) – 3:04 (Crosses, El-P)
8. End Youth (Reprise) – 1:39
9. Last Rites – 3:42
10. Ghost Ride – 4:11 (Crosses, Daniel Alm)
11. Grace – 3:10
12. Eraser – 2:17
13. Natural Selection – 2:48
14. Girls Float/Boys Cry (feat. Robert Smith) – 4:26 (Crosses, Jono Evans)
15. Goodnight, God Bless, I Love U, Delete. – 3:29

## Formazione
Hanno partecipato alle registrazioni, secondo le note di copertina:
Gruppo
- Chino Moreno – voce, strumentazione, programmazione
- Shaun Lopez – strumentazione, programmazione

Altri musicisti
- El-P – voce (traccia 7)
- Robert Smith – voce (traccia 14)

Produzione
- Crosses – produzione, direzione creativa, ingegneria del suono (tracce 3, 5 e 10)
- Clint Gibbs – missaggio
- Shaun Lopez – produzione e ingegneria parti vocali, ingegneria del suono (traccia 14)
- Eric Broyhill – mastering
- Frank Maddocks – direzione artistica, design
- Brian Ziff – fotografia
- Dawn Golden – produzione e ingegneria del suono (traccia 3)
- Nate Donmoyer – produzione e ingegneria del suono (traccia 5)
- Away – produzione e ingegneria del suono (traccia 10)
- Robert Smith – ingegneria del suono (traccia 14)

## Classifiche
| Classifica (2023)         | Posizione massima |
| ------------------------- | ----------------- |
| Francia                   | 197               |
| Stati Uniti               | 139               |
| Stati Uniti (alternative) | 16                |